# Головкин, Анатолий Николаевич
Головкин Анатолий Николаевич (род. 13 мая 1949 года, с. Петряйцево, Сонковский район, Калининская область, СССР) — российский краевед-этнограф, писатель, общественный деятель, общественный лидер тверских карел. Педагог, ветеран органов прокуратуры РФ. Автор «Истории Тверской Карелии», которая выдержала три издания.
Внес существенный вклад в изучение истории тверских карел.

## Биография
Анатолий Головкин родился 13 мая 1949 года в деревне Петряйцево Калининской области в крестьянской семье карельского происхождения. С 1956 по 1964 год обучался в Карело-Кошевской восьмилетней школе, которую окончил с отличием и поступил в Бежецкий машиностроительный техникум. Пройдя обучение по специальности «техник-механик», в 1968 году, после выпуска, Анатолий Николаевич был призван на флот, где служил до 1971 года, демобилизовавшись в звании старшины первой статьи.
После демобилизации Анатолий Головкин устроился на работу преподавателем в Карело-Кошевскую школу, где преподавал труд, черчение, физкультуру, обществознание и историю. В 1972 году поступил на Московский факультет Всесоюзного юридического заочного института, в том же году был избран секретарём партийной организации колхоза «Знамя Ильича» в Сонковском районе Калининской области, а к 1976 году, по окончании обучения, он был заместителем секретаря партийной организации этого колхоза.
В 1976 году Головкин поступил на службу в прокуратуру Калининской области, где работал на должностях помощника прокурора, следователя и прокурора в нескольких районах области. С 1979 по 1982 год Анатолий Головкин избирался депутатом Сонковского районного совета. В 1988 году уволился из прокуратуры по собственному желанию в специальном звании младшего советника юстиции. Причиной увольнения стало его избрание директором Конаковской средней школы № 1. За время руководства школой провёл эксперимент, заменив классных руководителей воспитателями; по итогам его работы в 2000 году школа получила звание «Школа века» от Министерства образования.
В 1991 году Анатолий Головкин был избран депутатом Конаковского городского совета, а с 1994 года — Законодательного собрания Тверской области от Конаковского избирательного округа. Там он руководил комитетом по законодательству до декабря 1995 года, когда получил назначение на пост заместителя губернатора Тверской области по социальным вопросам. В этой должности он проработал до декабря 2001 года. В 2002—2003 годах руководил управлением внешних связей и туризма Твери, а после победы на выборах губернатора области Дмитрия Зеленина был им назначен на пост руководителя управления административных органов, где и работал вплоть до выхода на пенсию в мае 2009 года.
Общественная деятельность: Член исполкома Ассоциации финно-угорских народов РФ, член Консультативного комитета финно-угорских народов. В 1997 году принимал участие в III  сессии рабочей группы ООН в Женеве по доработке Декларации «О правах коренных народов», как представитель Консультативного комитета финно-угорских народов.
По отзыву Ольги Михайловны Фишман  «в наши дни самым цитируемым краеведом в Твери является Анатолий Николаевич Головкин, член исполкома Ассоциации финно-угорских народов России, член Консультативного комитета финно-угорских народов. Это объясняется большим числом научно-популярных книг, в основе которых значительный объём архивных данных, многие из которых он впервые выявил и опубликовал, а также и собственные воспоминания о жизни и быте старой карельской деревни.  В современной социально-политический реальности А. Н. Головкин, став лидером карельского национального движения, реализовал свой социокультурный статус, в том числе и в качестве историографа малой родины. В попытках изложить полную историю тверских карелов он продолжил тему своих предшественников — советских карельских краеведов в описании и осмыслении локальной истории карел». Источник:  ФИШМАН О. М. ЭТНОГРАФИЯ КАРЕЛОВ ВНЕ КАРЕЛИИ: СОВРЕМЕННЫЕ ИССЛЕДОВАНИЯ // Альманах североевропейских и балтийских исследований. Выпуск 5, 2020, DOI: 10.15393/j103.art.2020.1648 Российский этнографический музей / Russian Museum of Ethnography https://nbsr.petrsu.ru/journal/article.php?id=1648.
Тарасов Аркадий Евгеньевич, историк, преподаватель МГУ, альманах «Бежецкий край», № 16, 2017 год, стр. 22-23. «В конце ноября 2016 года мы познакомились с только что вышедшей из печати книгой тверского краеведа А.Н. Головкина «Помнят стены монастыря». Наше внимание привлекла фраза из книги: «В архивах монастыря сохранилась копия его “Летописца”, подписанного архимандритом Иларионом и монахом писчим Николаем Горбуновым. В примечаниях к этой летописи указано, что архимандрит тринадцатый Иларион, скрепивший своей подписью сей “Летописец”, был с 1774 по 1796 годы.
Свидетельство А.Н. Головкина произвело на нас ошеломляющее действие – неужели это один из списков «Летописца», который в течение десятилетий изучался только по публикациям!? Если так, то какой список: XVIII века – один из тех, что были положены в основу публикаций? Или неизвестный поздний список, ранее не попадавший в поле зрения ни одного из исследователей? А может быть, ранняя копия, сделанная с оригинала в конце XVII века и тоже до сих пор неизвестная?
Итак, во второй половине 2016 года, после посещения ГАТО, в нашем распоряжении оказались два рукописных списка знаменитого памятника книжности. Уже первое знакомство с документами показало, что обнаружены ранее неизвестные списки «Летописца», относящиеся к XIX столетию».
Источник: сайт «Тверской край» http://tverkray.ru/?page_id=4658.

Каждое новое историческое исследование А. Н. Головкина - всегда значимое событие и всегда открытие. Разрабатываемые им темы ранее широко не обнародовались, а фактография была скрыта в архивных документах.
«В книге «Деревенские нэпманы» автор на примере волостей, в которых  проживали русские и карелы, повествует о коротком периоде проведения новой экономической политики (НЭП) в 1921–1928 годах, о деревенских нэпманах, которых советская власть отнесла к классу кулаков с последующим их раскулачиванием и коллективизацией крестьянских хозяйств. В противовес созданному советской властью и годами пропагандируемому термину «кулачество», автор вводит понятие «деревенские нэпманы» с указанием их признаков, в отличие от кулаков-ростовщиков.
Источник: Журнал «Великие берега» (город Псков), сайт https://velikieberega.blogspot.com/2020/02/?m=0

Книга  «Жизнь – вот ремесло» Анатолия Головкина написана по материалам эксперимента «Воспитатель-педагог», проведенного в 1989-1994 годах   в средней школе № 1 города Конаково Тверской области.
Эта книга – хорошее пособие для родителей, учителей и воспитателей при воспитании ребенка и подростка. В ней показана методика исследования ребенка и на конкретных примерах продемонстрированы варианты выхода из тяжелых жизненных ситуаций.
Автор пишет о взаимодействии родителей и школы, откуда в постсоветский период ушло воспитание, о соотношении школьного и семейного воспитания. 
В книге  уделено внимание проблемам сохранения семьи, проблемам общения родителей с ребенком и подростком. На основе своего опыта воспитания детей в школе, автор делится мыслями о будущем нынешних «цифровых поколений», жизнь которых неразрывно связана с компьютером, сотовым телефоном и интернетом.  
Источник: Журнал «Великие берега» (город Псков), сайт https://velikieberega.blogspot.com/search/label

Книги Анатолия Николаевича Головкина знают не только в России, но и в Венгрии, Финляндии, Эстонии, Японии.
Источники: сайты https://naukajapan.jp/detail.php?id=196558, http://tverkray.ru/?page_id=4658

## Произведения
Является автором статьи «Тверские карелы» в Большой Российской энциклопедии. Источник «Большая Российская энциклопедия» https://old.bigenc.ru/ethnology/text/5097423
Редактор монографии «История и культура тверских карел; перспективы развития» (1997), автор книг:
- Головкин А. Н. История Тверской Карелии; Карелы: от язычества к православию. Тверь: издательство Студия-С, 2008. – 431 с. (предыдущие издания книги: 1999, 2001, 2003)
- Прошедшие через века (1998 год),
- Рождение карельской письменности (2000 год),
- Жернова. Книга памяти Тверских карел (2000 год),
- Дорога в Медное (2001 год),
- В краю двух культур (2005 год),
- Tverin karjalaiset, на финском языке (2006 год),
- Откровения отставного чиновника (2012 год),
- Книга стихов «Мир в окне» (2012 год),
- На пути в Калос-Лимен (2014 год).
- Прошедшие через века, трилогия  (2017 год).
- Собрание сочинений. Том I: История Тверской Карелии;  Карелы: от язычества к православию; Карельский национальный округ  (2022 год) Источник: Государственная публичная  историческая  библиотека России, сайт https://unis.shpl.ru/Pages/Search/CatalogsSearch/Rubric.aspx?RubricId=55197

## Награды
- Офицерский крест Ордена «За заслуги перед Польшей» (2005) за строительство мемориала жертвам тоталитарных репрессий в селе Медном Тверской области.
- Рыцарский крест Ордена Льва Финляндии Ι класса" (2009 год) за проведение совместных российско-финляндских проектов, укрепление русско-финской дружбы и написание книг по истории тверских карелл.
- Медаль «За воинскую доблесть. В ознаменование 100-летия со дня рождения В.И. Ленина» был награжден во время службы на флоте  в апреле 1970 года, являясь «Отличником боевой и политической подготовки», «Мастером своего дела».
- Знак «За заслуги в развитии  Тверской области» (2007 год) награжден за проведение социальных реформ и создание института мировой юстиции области. Источник: Тверские авторы, сайт  https://authors.tverlib.ru/golovkin